# Al-Hajat
Al-Hajat (Dar Al-Hayat) („Życie”, الحياة) – jeden z wiodących dzienników arabskojęzycznych, dystrybuowany w większości krajów arabskich. Charakteryzuje się poglądami liberalno-lewicowymi i nastawieniem prozachodnim.
Wydawany w Londynie w nakładzie ok. 110 tysięcy egzemplarzy.
„Al-Hajat” został założony w 1946 roku w Libanie z inicjatywy Kamela Mrowy, który był jego redaktorem naczelnym do 1966 roku. Uznawany jest za „jedną z najlepszych i najchętniej czytanych gazet arabskich”.